# Gintaras Kadžiulis
Gintaras Kadžiulis (ur. 29 marca 1980 w Poniewieżu) – litewski koszykarz, występujący na pozycji rozgrywającego, po zakończeniu kariery zawodniczej trener koszykarski.
W latach 2003–2005, 2006-2008 oraz 2009-2010 grający w zespołach PLK - Anwilu Włocławek, Kagerze Gdynia, Stali Ostrów Wielkopolski oraz Treflu Sopot. Uczestnik meczu gwiazd PLK w 2005. Aktualnie trener litewskiego zespołu Lietkabelis Panevėžys.

## Osiągnięcia
Na podstawie, o ile nie zaznaczono inaczej.
Drużynowe
- Mistrz:
  - Czarnogóry (2011)
  - Litwy (2000)
- Wicemistrz:
  - NEBL (Liga Północnoeuropejska – 2000)
  - Litwy (2001)
  - Polski (2005, 2006)
  - Rosji (2003)
- Brąz:
  - Ligi Północnoeuropejskiej (2001)
  - Lidze Adriatyckiej (2011)
  - mistrzostw Litwy (2002, 2009)
- Zdobywca pucharu:
  - Czarnogóry (2011)
  - Litwy (2013, 2014)
- Finalista Pucharu Polski (2004)
- 3. miejsce w Pucharze Rosji (2003)
- 4. miejsce w Pucharze Saporty (2000)

Indywidualne
- MVP meczu gwiazd PLK (2005)
- Najlepszy Rezerwowy PLK (2010)
- Najlepszy Szósty Gracz PLK według PolskiKosz.pl (2004)
- Zwycięzca konkursu rzutów za 3 punkty PLK (2005)
- Uczestnik meczu gwiazd:
  - ligi litewskiej (2002, 2012)
  - PLK (2005, 2007)

Reprezentacja
- Uczestnik mistrzostw Europy:
  - U–20 (2000)
  - U–18 (1998)

## Statystyki podczas występów w PLK
| Sezon     | Drużyna     | M  | S5 | MPG  | FG% | 3P% | FT% | RPG | APG | SPG | BPG | PPG  |
| --------- | ----------- | -- | -- | ---- | --- | --- | --- | --- | --- | --- | --- | ---- |
| 2003/2004 | Anwil       | 32 | 8  | 22,8 | 43% | 35% | 83% | 2,7 | 2,0 | 0,9 | 0,1 | 10,0 |
| 2004/2005 | Anwil       | 36 | 34 | 25,8 | 45% | 36% | 73% | 2,3 | 2,1 | 1,0 | 0,1 | 13,7 |
| 2005/2006 | Anwil       | 4  | 2  | 24,8 | 41% | 12% | 95% | 3,0 | 2,5 | 1,5 | 0,0 | 12,0 |
| 2006/2007 | Kager       | 32 | 29 | 28,1 | 46% | 40% | 87% | 2,5 | 2,1 | 0,9 | 0,1 | 14,4 |
| 2007/2008 | Stal Ostrów | 22 | 19 | 29,2 | 44% | 32% | 78% | 3,0 | 2,4 | 0,8 | 0,0 | 11,2 |
| 2009/2010 | Trefl       | 34 | 4  | 24,0 | 45% | 46% | 76% | 2,4 | 2,1 | 0,9 | 0,1 | 11,0 |